# Творожково (Смоленская область)
Творожково — деревня в Рославльском районе Смоленской области России. Входит в состав Астапковичского сельского поселения. Население — 32 жителя (2007 год).
Расположена в южной части области в 12 км к юго-западу от Рославля, в 7 км южнее автодороги А101 Москва — Варшава («Старая Польская» или «Варшавка»), на берегу реки Колпита. В 4 км северо-западнее деревни расположена железнодорожная станция Самолюбовка на линии Рославль — Кричев.

## История
В годы Великой Отечественной войны деревня была оккупирована гитлеровскими войсками в августе 1941 года, освобождена в сентябре 1943 года.